# Артс, Кес
Кес Адрианюс Людовик Артс (нидерл. Kees Adrianus Ludovicus Aarts; 30 ноября 1941, Барле-Нассау, Северный Брабант — 16 ноября 2008, Гаага) — нидерландский футболист, нападающий. Провёл 1 матч за сборную Нидерландов.

## Биография
Футбольную карьеру Артс начинал в качестве полупрофессионального игрока «Виллем II», в составе которого стал обладателем Кубка Нидерландов 1963, где в финале был обыгран АДО Ден Хааг на стадионе Зюйдепарк. Во время выступлений за «трёхцветных» зарекомендовал себя как исполнитель сильных ударов.
В 1963 году стал игроком АДО Ден Хааг, на его приобретении настоял главный тренер Эрнст Хаппель. В 1963—1969 годах провёл за клуб 166 матчей и забил 64 гола. В сезоне 1967—1968, Кес помог гаагскому клубу выйти в финал национального кубка против амстердамского «Аякса», в победном финале Артс забил второй решающий гол в ворота Герта Балса.
В 1967 году на правах аренды перешёл в американский Голден Гейт Гейлс из Сан-Франциско, под названием которого выступал АДО Ден Хааг. Перед началом сезона клуб возглавил Ференц Пушкаш, американская команда по итогам дебютного сезона заняла второе место в Западной конференции.
В 1969 году перешёл в «Гоу Эхед Иглз», где провёл два года. В результате автомобильной аварии, Артс сломал колено и был вынужден завершить карьеру в 29 лет. Скончался 16 ноября 2008 года от последствий рака.

## Международная карьера
18 сентября 1966 года в товарищеском матче против сборной Австрии Артс дебютировал за сборную Нидерландов.
| Матчи Артса за сборную Нидерландов | Матчи Артса за сборную Нидерландов | Матчи Артса за сборную Нидерландов | Матчи Артса за сборную Нидерландов | Матчи Артса за сборную Нидерландов | Матчи Артса за сборную Нидерландов |
| ---------------------------------- | ---------------------------------- | ---------------------------------- | ---------------------------------- | ---------------------------------- | ---------------------------------- |
| №                                  | Дата                               | Соперник                           | Счёт                               | Голы                               | Соревнование                       |
| 1                                  | 18 сентября 1966                   | Австрия                            | 2:1                                | —                                  | Товарищеский матч                  |